# Васпухольский заказник
Васпухольский заказник — государственный природный заказник федерального значения в Ханты-Мансийском автономном округе.
Заказник находится в административном подчинении заповедника «Малая Сосьва».

## История
Васпухольский заказник был основан 23 декабря 1993 года с целью сохранения таёжного северного оленя, воспроизведения ценных охотничье-промысловых и краснокнижных видов животных.

## Расположение
Располагается в западной части лесоболотной зоны Западно-Сибирской равнины, на территории Ханты-Мансийского и Кондинского районов. Васпухольский заказник находится между посёлками ханты и манси: Согом — на востоке в Ханты-Мансийском районе, Шугур и Карым — на западе в Кондинском районе. Территория заказника разделена на три урочища — Васпухоль, Винтья, Большой Хой. Площадь заказника составляет 93 200 га.

## Климат
Климат резко континентальный. В январе средняя температура — — 22 °С, в июле — 23 °С. Среднегодовое количество осадков составляет 470—520 мм.

## Флора и фауна
На территории заказника произрастают растения, которые включены в Красную Книгу России — астра сибирская, любка двулистная, папоротники и мхи.
Фауна включает промысловые виды животных, такие как соболь, медведь, выдра, лисица. Также широко распространены северный олень, горностай, колонка, белка, заяц-беляк, ондатра. Из птиц под охраной находятся белая сова, белохвостый орлан и скопа.